# À toi
Pour les articles homonymes, voir Toi.
Singles de Joe Dassin
Le Jardin du Luxembourg
(1976) Et l'amour s'en va
(1977)
Clip vidéo
[vidéo] « Joe Dassin - À toi - Archive INA », sur YouTube
Pistes de Le Jardin du Luxembourg
Il était une fois nous deux
(2) Le Café des trois colombes
(4)
À toi est une chanson d'amour composée et interprétée par Joe Dassin, extraite de son 10e album Le Jardin du Luxembourg de 1976.

## Histoire

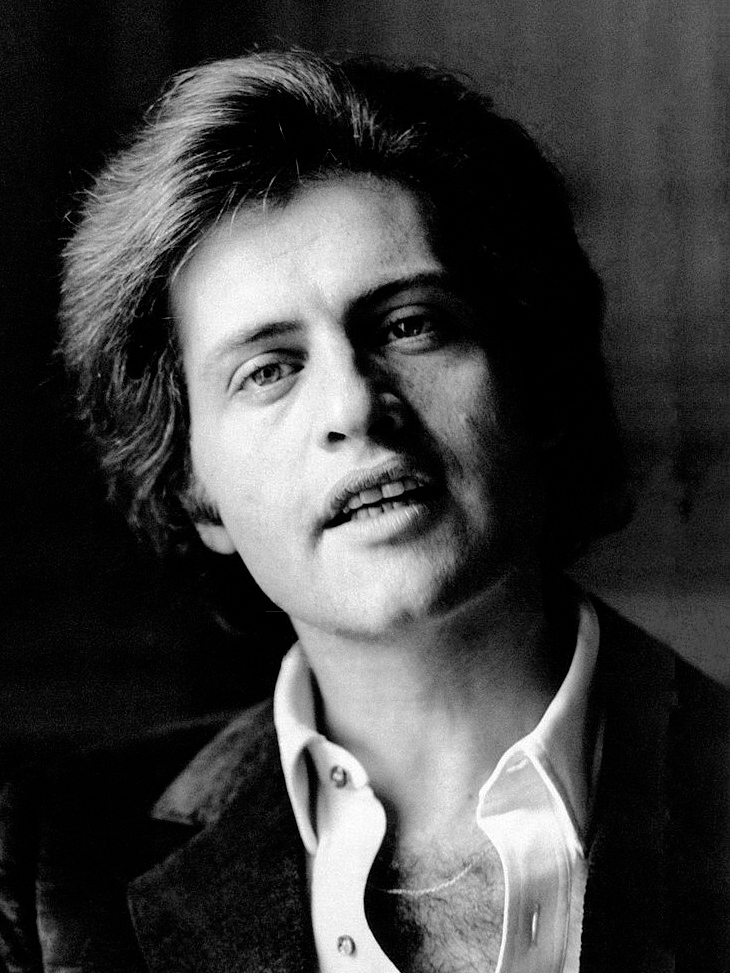
Joe Dassin en 1970.

Joe Dassin est au sommet de sa popularité et de sa carrière internationale avec le succès phénoménal de sa chanson L'Été indien de 1975, vendue à plus de 800 000 exemplaires en France et 2 millions dans le monde, suivie du succès de son 9e album Joe Dassin (Le Costume blanc) avec des chansons d'amour telles que Et si tu n'existais pas, ou Ma musique.... 
Il enchaîne en pleine période disco avec deux nouvelles chansons d'amour, extraites de son album Le Jardin du Luxembourg : Il était une fois nous deux, et À toi, une déclaration d'amour qu'il compose avec Jean Baudlot sur des paroles de Pierre Delanoë et Claude Lemesle : « À la vie, à l’amour, à nos nuits, à nos jours, à l’éternel retour de la chance, à l’enfant qui viendra, qui nous ressemblera, qui sera à la fois toi et moi, à moi, à la folie dont tu es la raison, à nous, aux souvenirs que nous allons nous faire, à l'avenir et au présent surtout... ».
En 1978, Joe Dassin reprend ce tube en espagnol, sous le titre A ti, avec un important succès en Espagne, où elle atteint la deuxième place du hit-parade, et en Amérique du Sud (n°2 en Argentine...). 

## Accueil commercial
Ce titre atteint la quatrième place des ventes de disques en France en février 1977, où il se vend à plus de 250 000 exemplaires. Il atteint également la première place du classement du Groupement d'intérêt économique de l'édition phonographique et audiovisuelle le 26 mars 1977. L'album Le Jardin du Luxembourg est certifié double disque d'or pour plus de 200 000 exemplaires vendus.

## Liste des titres
France 45 tours (1977)
| No | Titre                                                        | Auteur                                                   | Durée |
| -- | ------------------------------------------------------------ | -------------------------------------------------------- | ----- |
| 1. | À toi                                                        | Claude Lemesle, Pierre Delanoë, Jean Baudlot, Joe Dassin | 2:50  |
| 2. | Le Café des trois colombes (In het kleine cafe aan de haven) | Claude Lemesle, Pierre Delanoë, Pierre Kartner           | 4:12  |

## Classements
| Classement (1977)                       | Meilleure position |
| --------------------------------------- | ------------------ |
| Belgique (Flandre Ultratop 50 Singles)  | 30                 |
| Belgique (Wallonie Ultratop 50 Singles) | 2                  |
| Europe (Europarade)                     | 27                 |
| France (IFOP)                           | 4                  |
| France (GIEEPA)                         | 1                  |
| Québec (Palmarès francophone)           | 1                  |

| Classement (1978–79)           | Meilleure position |
| ------------------------------ | ------------------ |
| Argentine (Escalera a la fama) | 2                  |
| Espagne (AFE)                  | 2                  |
| Europe (Europarade)            | 19                 |

| Classement (1977) | Position |
| ----------------- | -------- |
| France (SNEP)     | 48       |

## Reprise
Axelle Red et Ycare reprennent le titre sur un album de reprises de Joe Dassin sorti en 2020, intitulé lui aussi À toi.